# Вооружённые нападения на депутатов Законодательного собрания Миннесоты
Ночью 14 июня 2025 года была совершена серия вооружённых нападений на депутатов Законодательного собрания Миннесоты от Демократической фермерской и рабочей партии Миннесоты. В результате нападения на бывшего спикера Палаты представителей Миннесоты Мелиссу Хортман были убиты сама женщина и её муж Марк. В результате второй атаки, на сенатора штата Джона Хоффмана, получили ранения сам политик и его жена Иветт. Полиция, столкнувшаяся с нападавшим в доме Хортман, разыскивала его чуть менее двух суток; задержанный подозреваемый — сотрудник охранной компании Вэнс Лютер Болтер.

## Нападения
В 2 часа ночи 14 июня полиция города Чамплин была направлена по срочному вызову в дом сенатора штата Джона Хоффмана. Полицейские обнаружили Хоффмана и его жену Иветт ранеными. Дочь Хоффманов Хоуп уцелела благодаря тому, что Иветт закрыла её от пуль собственным телом. Супруги были доставлены в больницу, где перенесли операцию, после чего их состояние начало улучшаться.
Пока полицейские обследовали дом Хоффманов и прилегающий район, ещё одна группа была направлена в дом Мелиссы Хортман, депутата и бывшего спикера Палаты представителей Миннесоты, проживавшей примерно в 9 милях от Хоффмана в Бруклин-Парке. В 3:35 ночи полицейские обнаружили Хортман и её мужа Марка с множественными пулевыми ранениями. Хортман была уже мертва, а её муж позже скончался от ранений в Северной мемориальной больнице в Роббинсдейле. В доме Хортман полицейские столкнулись с неизвестным, одетым в форму, напоминавшую полицейскую. После перестрелки с полицейскими неизвестный бежал с места событий пешком, оставив у дома автомобиль, также выглядевший похожим на полицейские патрульные машины. Полицейские обнаружили в автомобиле список из почти 70 имён, который выглядел как список потенциальных целей. В него входили в основном политики-демократы, включая депутатов Конгресса США от Миннесоты Ильхан Омар (Палата представителей) и Тину Смит (Сенат), и деятели, связанные с защитой права женщин на аборт. В автомобиле было также найдено несколько автоматических винтовок; сбежавший подозреваемый, по оценке полиции, был вооружён пистолетом.
Согласно обнародованным позже данным прокуратуры, подозреваемый, переодетый в полицейскую форму, успел побывать у домов ещё двух членов Законодательного собрания. Одной из целей был дом депутата нижней палаты Кристен Баннер в Мейпл-Грове, где он звонил в дверь в 2:24 утра, но владелицы не было дома. Последней намеченной жертвой была сенатор штата Энн Рест, проживающая в Нью-Хопе, где подозреваемого увидел полицейский, направленный с проверкой после того, как полиция прибыла в дом Хоффманов. Полицейский принял подозреваемого за коллегу, но тот не ответил на его приветствие и поспешно скрылся.

## Подозреваемый

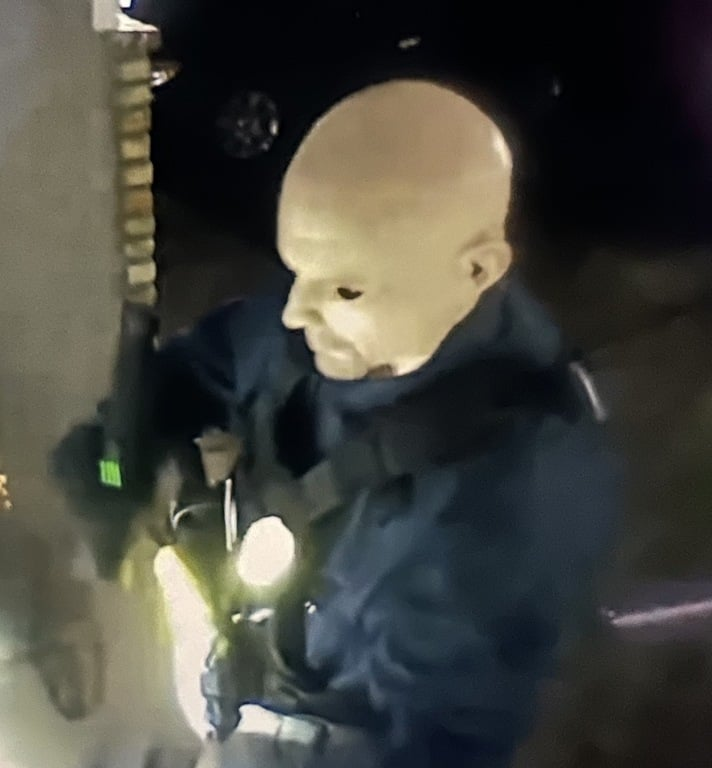
Подозреваемый в маске на месте преступления у дверей жертв

Органы правопорядка опознали владельца брошенного автомобиля как 57-летнего Вэнса Лютера Болтера, бывшего частного предпринимателя с консервативными взглядами, в частности, резко выступавшего против абортов и в начале 2000-х годов зарегистрированного как член Республиканской партии (по данным 2019 года, беспартийный). Болтер, житель города Грин-Айл (примерно в часе езды от Миннеаполиса), ранее занимался поставкой продуктов в Африку и работал в похоронном бизнесе, а на момент нападений числился в компании Praetorian Guard Security, где возглавлял отдел охранного патрулирования. Среди услуг компании была аренда автомобилей полицейского типа. В прошлом Болтер работал вместе с одной из жертв, Джоном Хоффманом, в консультативном совете по развитию трудовых ресурсов при губернаторе Миннесоты. Знакомый Болтера Дэвид Карлсон сообщил, что утром в день нападений друзья подозреваемого получили от него электронное сообщение, где тот писал, что исчезает надолго и, возможно, вскоре умрёт. По словам Карлсона, Болтер переживал финансовые трудности, с которыми у него не получалось справиться.
ФБР назначило награду в 50 тысяч долларов за информацию, которая приведёт к аресту разыскиваемого и привлечению его к суду. Утром 15 июня принадлежащий Болтеру легковой автомобиль был найден брошенным в округе Сибли (Миннесота). Вечером того же дня после разыскных мероприятий, которые начальник полиции Бруклин-Парка назвал крупнейшими в истории штата, Болтер был арестован возле своего дома в Грин-Айле, ему предъявлены обвинения в двойном убийстве и двойном покушении на убийство. При обыске дома Болтера, помимо пистолета и трёх автоматов Калашникова, ранее найденных в брошенном им автомобиле, праоохранители обнаружили ещё 48 единиц стрелкового оружия, в том числе 20 автоматических винтовок, и большое количество боеприпасов. Согласно показаниям жены Болтера, их семья была сурвивалистами.
В июле в ходе предварительных слушаний по делу прокуратура обнародовала найденный черновик письма, адресованного директору ФБР Кашу Пателю, в котором утверждается, что Болтер был тайно завербован Вооружёнными силами США ещё в годы учёбы в колледже, а убийство Мелиссы Хортон ему заказал лично губернатор Миннесоты Тим Уолз, который «хочет стать сенатором». Адвокат Болтера заявил, что его подзащитный намерен отрицать свою вину на суде.

## Реакция
Губернатор Миннесоты Тим Уолз осудил произошедшее, назвав его «политически мотивированными убийствами». Нападения на политиков привели к отмене запланированных на 14 июня массовых демонстраций против президента Дональда Трампа в Миннесоте.
Покушения осудили президент Трамп, спикер Палаты представителей США Майк Джонсон, лидеры Демократической партии в Палате представителей и Сенате США, сенатор от Миннесоты Эми Клобушар и другие политики-демократы. Среди выступивших с осуждением нападений и соболезнованиями пострадавшим была бывший депутат Палаты представителей Габби Гиффордс — жертва атаки в 2011 году, в ходе которой были убиты 6 и ранены 12 человек. С осуждением покушений выступила также Minnesota Citizens Concerned for Life (MCCL), крупнейшая из организаций Миннесоты, ведущих кампанию против абортов. Согласно заявлению, действия убийцы полностью противоречат миссии MCCL и антиабортного движения в целом.
Несмотря на быстро появившуюся информацию о взглядах Болтера, ряд политиков из Республиканской партии и инфлюэнсеров правых взглядов выступили с заявлениями, в которых называли его левым радикалом и марксистом. Среди авторов таких заявлений были сенатор от Юты Майк Ли (после резкой критики удаливший свой твит и попытавшийся обратить его в шутку) и сенатор от Огайо Берни Морено, а также Дональд Трамп — младший и Илон Маск. Ещё более радикальные теории обвиняли в организации нападений на депутатов лично губернатора Миннесоты Уолза.
29 июня 2025 года в Миннеаполисе состоялись торжественные похороны Мелиссы и Марка Хортманов, на которых помимо губернатора Уолза присутствовали экс-президент США Джо Байден и бывшая вице-президент Камала Харрис.